# ドラァグ
ドラァグ (drag) は、記号的意味を持つあらゆる服装について用いられるが、一般的には通常特定の性役割やジェンダー表現と関連付けられる服装を、他方のジェンダーを持つ者が着用することを指す。用語の起源は諸説あるが、"drag"という語は1870年代初期には文献に登場している。 語源の一つは19世紀の舞台用語であり、長いスカートが床に擦れる感触からきているとされている。
"ドラァグクイーン" (drag queen) という語は1941年に文献に登場した。 動詞としては"ドラァグをする" (do drag)という形で用いられる。民間語源説の頭字語の考え方に従い、ドラァグを男性の異性装を表す、"dressed as girl"の省略であるとする考えもある。しかしこれに対して、女性の異性装を表す"ドラァブ" (drab, dressed as boy の省略) という用語は記録されていない。ドラァグはあらゆる性的指向および性同一性を持つ者に適用できる。

## 芸術表現におけるドラァグ
芸術表現におけるドラァグには長い歴史があり、幅広い文化および時期にわたって用いられた。
演劇におけるドラァグには2種類の現れ方がある。一つは習慣的に役者がほかの性別の人物を演じるような、演劇の社会史的伝統の流れにおける異性装であり、もう一方は登場人物が異性装者であるといった、脚本の流れにおける異性装である。後者は文学史の流れからも解釈できる。
ドラァグはしばしば三枚目の役として演じられる。モンティ・パイソンが演じる女性や、映画『お熱いのがお好き』のトニー・カーティス、ジャック・レモンらがその例である。
ボーイスカウトの創始者でもあるロバート・ベーデン＝パウエルは、チャーターハウス・スクール時代からアマチュア演劇に熱中しており、そこでは多くの役の中から歌劇の女性役を演じていた。軍隊においても彼は女性役の専門となり、しばしば自分自身の洋服を作るなどしていた。彼の公演について彼自身はスカートダンスと表現していた。

### 演劇
表現の伝統における異性装は広範囲に広がる文化的現象である。イングランドでは、シェイクスピアの戯曲やイギリス・ルネサンス演劇の出演者はすべて男性であり、女性の役はドラァグをした若い男性によって演じられていた。シェイクスピアは戯曲『お気に召すまま』において性の混同の描写を充実させるためにこうした伝統を用い、ベン・ジョンソンはその伝統を『エピシーンまたの名無口な妻』 (1609) において利用した。映画『恋におちたシェイクスピア』 (1998) における筋書きはイギリス・ルネサンス演劇時代の規約をもとにしている。チャールズ2世の統治下においては、フランスの流行を反映して、ロンドンの劇場で女性が女性役を演じることを許可するよう規制が緩められ、男性が女性役を演じるという決まりは結果的に消えていった。しかし近年でもイギリスのパントマイムにおいては、パント・ダームと呼ばれる役は伝統的にドラァグをした男性によって演じられ、対してプリンス・チャーミングやディック・ウィッティントンなどといった二枚目の役は女性によって演じられている。 
舞台芸術においては、二重規範が歴史的にドラァグの利用に影響を与えてきた。社会で活躍できる役割が男性に占められていた男性優位社会において、女性は自身の苦境に堪え兼ねて男装までしていた。男性の地位が女性より高かったため、女性の男装により、アイデンティティの混乱が伴うような風習喜劇、悲劇やメロドラマに似合うような興味をひく展開をつくり出すことができた。対して女装をする男性は大衆向けのコメディやバーレスクなどにのみ向いているとされていた。このような決まりは強固な性役割の考えが揺らぎ始める20世紀の前まで見られた。この展開が20世紀の終わりにドラァグを変えたと今日明らかになっている。女装をした男性が女性の猿真似ではなく、ダニー・ラ・ルーやルポールのように"ドラァグクイーン"として演じられるようになったことで、ドラァグの決まりが変わり、その意味や客層も移っていった。日本でも公演を行っているトロカデロ・デ・モンテカルロバレエ団は男性のみで構成されたバレエ団であり、女装をした男性のダンスを見るところに滑稽さがある。このような役は通常チュチュを着て、高いダンス技術で爪先だけで踊る女性のみによって演じられる。

#### 民俗風習
女装をした男性は数世紀にわたって伝統文化や慣例として見られた。たとえば、伝統的なママーズ・プレイのうち、ある地域で行われてきた種の物は、ベソム・ベッティ、ベシー、バックサム・ネル、ミセス・クラグダース、デイム・ドリー、デイム・ドロシー、ミセス・フィニー、ミセス・フレイルなど多くが常に男性によって演じられる。イギリス東部のプラウ・マンデーで演じられる派生形はプラウ・プレイとして知られていて、ふつう若いレディ・ブライト・アンド・ゲイと年配のオールド・デイム・ジェインの二人が登場し、庶子についての口論を演じる。
プラウ・ジャグズに同行されるベッシーというキャラクターは演劇の上演外でも女装をしており、施しを受けるための箱を携帯している。
アボッツ・ブロムリー・ホルン・ダンスのメイド・マリアンは男性によって演じられ、五月祭をはじめとした祭りにモリーズ・ダンサーズとともに参加していたと古文書に記されているメイド・マリアンも男性であった可能性がある。カスルトンの王の祭典での配偶者役は伝統的に男性であったが、元来「女性 (The Woman) 」と称されていた。1956年以降は女性がその役を取って代わった。

### オペラ
バロック様式のオペラではカストラートと呼ばれる高音域を歌う男性役が登場するが、ヘンデルの『アルチーナ』という作品内で、恋人を守るために男性に扮するヒロインのブラダマンテは男性の高音域歌手によって演じられた。その時代の観客は混同することはなかった。ロマン主義のオペラにおいては、ある若い男性の役はアルトやソプラノで女性異性装者によって演じられ、ズボン役と呼ばれる。ロマン主義以前のオペラにおけるもっとも著名なズボン役は、モーツァルトの『フィガロの結婚』（1786年）に登場するケルビーノである。ロマン主義オペラはこの伝統を受け継ぎ、ロッシーニの『セミラーミデ』やドニゼッティの『イングランドのロスモンダ』、『アンナ・ボレーナ』、ベルリオーズの『ベンヴェヌート・チェッリーニ』、ヴェルディの『ドン・カルロ』にも男装した女性のズボン役が登場する。ズボン役の伝統はグノーの『ファウスト』（1859年）におけるジーベルという若者の役や、マスカーニの『友人フリッツ』におけるベッペというジプシーの少年の役の登場で廃れ始めた。そこでオッフェンバックは『地獄のオルフェ』でキューピッドの役を男子に与えた。しかし、サラ・ベルナールはタイツを履いてハムレットを演じ、フランスの観客に脚を見せた。実はこの時、もう一方の足は義足であった。また、ヨハン・シュトラウス2世の『こうもり』中のオルロフスキー公爵は両性具有の効果を表すためにメゾソプラノで演じられる。リヒャルト・シュトラウスの『ばらの騎士』（1912年）は特例であり、巧妙に18世紀の設定を呼び起こすものであった。

### 映画およびテレビ
ブランドン・トーマスの『のんきな叔母さん』（1892年）で描かれた、敢えて卑猥にした中流階級のどんちゃん騒ぎは、1978年の『ラ・カージュ・オ・フォール』にまで生き続ける演劇の要素となった。『ラ・カージュ・オ・フォール』は1996には『バードケージ』と名を変え、アメリカでも映画が制作された。1890年代には、ハーヴァード大学のヘイスティ・プディング・シアトリカルズや、プリンストン大学のトライアングル・クラブ、ペンシルベニア大学のマスク・アンド・ウィッグなどアイビー・リーグを構成する大学生の破天荒なドラァグの伝統は、同じ中流階級のアメリカ人の聴衆にとって許容されていたが、ニューヨークで男性が口紅を塗ってスカートを履き、ザ・スライドといったバワリーの酒場でテーブルの上に立ってカンカンを踊るということはスキャンダルとなった。ドラァグのショーは1920年代にニューヨークのナイトクラブで人気の演目となったが、1950年代にハーレムのアポロ・シアターでジュエル・ボックス・レヴューが演じるまではアンダーグラウンドでの上演を強いられていた。毎晩の公演で女性役がディナー用の衣装に着替えた若い男になって正体を現すと、拍手喝采を受けた。当時は笑劇でしかドラァグの使用が認められていなかったが、『お熱いのがお好き』（1959年）がドラァグを利用した笑劇の最大の成功例であり、ハリウッドに波紋を生んだ。
ザ・コケッツはアイシャドーと髭をきらきらと輝かせてドラァグをするサンフランシスコのグループであるが、彼らのために「ジェンダー・ファック」(genderfuck)という言葉が生まれた。1972年 、ジョン・ウォーターズ監督の『ピンク・フラミンゴ』のディヴァインによってドラァグはアンダーグラウンド演劇からの脱却を果たした。
1960年代から1980年代にかけてアンディ・ウォーホルのファクトリーと呼ばれるスタジオを囲う群衆の中にもキャンディ・ダーリンやホーリー・ウッドローンなどのドラァグクイーンがおり、ルー・リードの楽曲「ワイルド・サイドを歩け（Walk on the Wild Side）」などにより、彼らは後世に語り継がれた。カルトミュージカル映画である『ロッキー・ホラー・ショー』は、ドラァグでの演技に関心を寄せる若者の発生を促したが、愛好家たちは彼らが本当のトランスヴェスタイトであることは否定している。
アメリカのネットワークテレビでは、ドタバタ喜劇においてしかドラァグは表現されなかった。ドラァグをコメディの道具として継続的に用いたアメリカのコメディアンはミルトン・バールやフィリップ・ウィルソン、マーティン・ローレンスといった何人かしかいなかったが、ドラァグの登場人物は時折、ジム・キャリーが女性ボディビルダーを演じた『イン・リビング・カラー』やギャップ・ガールズのコントがある『サタデー・ナイト・ライブ』などスケッチ・コメディにおいて人気を集めていた。1960年代に人気を博していた軍人のシチュエーション・コメディ、『マックホールズ・ネイビー』では、マックホールやその他の乗組員が計画遂行のために変装するときはティム・コンウェイは時折女装をしていた。『ギリガン君SOS』は時折女装をする男性にスポットを当てていたが、これはパフォーマンスのためのものではなかったためドラァグとはみなされていなかった。カナダの有名なコメディ集団であるザ・キッズ・イン・ザ・ホールはスケッチ・コメディにおいてドラァグを多用した。オーストラリアの俳優、バリー・ハンフリーズがドラァグをした姿であるデイム・エドナ・エバレッジは『デイム・エドナ・エクスペリエンス』をはじめとするいくつかの特別番組の司会である。また彼女は国際的にツアーを行い、満員の観客に向かってパフォーマンスをしたり、テレビ番組、『アリー my Love』に出演したりしている。
デイム・エドナはドラァグという概念の特殊な例として知られている。彼女の初期の姿は悪い意味で田舎の主婦を装った男性にしか見えなかった。エドナの振る舞いや見た目は徐々に女性らしく魅力的に変わっていき、テレビ番組のゲストが彼女が男性によって演じられているということを忘れているようなこともあった。ヴァニティ・フェア誌に載ったエドナのアドバイスコラムに対して怒りが巻き起こった際、エドナに対する最も厳しい批判者の一人だった女優サルマ・ハエックが、エドナが女装した男性であることに気付いていなかったようだ。
イギリスでは、コメディでドラァグが普及していた。ベニー・ヒルは様々な女性の役を演じ、モンティ・パイソンやザ・リーグ・オブ・ジェントルメンはスケッチ・コメディの中で女性の役を演じた。ザ・リーグ・オブ・ジェントルメンは初めてヌード・ドラッグを演じたことでも知られる。ヌード・ドラッグでは男性は裸姿を見せるが、偽の乳房や陰毛のウィッグなど女性らしい体を保っていた。アラステア・シムは1954年の『ザ・ベルズ・オブ・セント・トリニアンズ』と1957年の『ブルー・マーダー・アット・セント・トリニアンズ』で校長のミリセント・フリトンを演じた。彼は異性愛の役を演じた。俳優の実の性に関する冗談は語られなかった。しかしながら、校長の役は賭博や飲酒、喫煙を追い求めるなど女性らしくないものであった。彼女の学校の卒業生は注意が必要な冷淡な世界に送り出された。
このようなキャラクターは異性愛で演じられた。スケッチ・コメディや映画の奇抜な発想において彼女らは女性であり、そこに冗談を見出すのは我々自身なのだ。モンティ・パイソンが演じた女性は中流階級で働く任意の中年女性であり、1960年代に一般的であった茶色のコートを着ていた。エリック・アイドルが演じた数人の女性を除くと、ドラァグの役は誇張された服装や甲高い裏声を用いており、本物の女性のようにはなかなか見えないものであった。モンティ・パイソンが本物の女性を必要としたときは、キャロル・クリーヴランドを抜擢した。
『ライフ・オブ・ブライアン』では逆手のジョークが描かれた。彼らは男性を演じ、髭をたくわえ、石打に行けるようにした。誰かが早く石を投げてしまいファリサイが「誰が石を投げたのか」と尋ねた時に、「彼女がやった、彼女がやった」と甲高い声で答え、ファリサイが「今日ここに女がいるのか」と尋ね「いやいや、いません」とガラガラ声で答えるのだ。
ケニー・エヴァレットは彼の番組でキューピッド・スタントという、映画『オーヴァー・ザ・トップ』の主役のような装いをした。ケニーは肌色のメイクを施した髭をたくわえていたため、女性とみられることは特になかった。しかし彼女は女性用下着を露わにしながら足を組み替えて「味わいうる最高の感覚だ」と言っている。彼女はデイム・エドナと同様のドラァグをする者の一人であった。
デヴィッド・ウォリアムスとマット・ルーカスはイギリスのコメディ番組『リトル・ブリテン』でしばしば女性役を演じていた。ウォリアムスはまた、敢えて女性であるとは思わせないような粗雑な女装でエミリー・ハワードの役も演じた。
マクシミリアナとル・ポールはドン・ジョンソンとチーチ・マリンが主演を務めるテレビ番組の『刑事ナッシュ・ブリッジス』の「ギャング壊滅作戦」の二話にわたって共に主要な役を演じた。マクシミリアナは一人の研究者が本物の女性だと信じ込み、女性としての魅力を感じさせるほど女性として通るドラァグであったが、最終的には彼を失望させるほどに落ちぶれてしまった。

### 音楽
ポピュラー音楽の世界では長きにわたる重要なドラァグの歴史がある。マレーネ・ディートリヒは有名な女優および歌手であり、『嘆きの天使』や『モロッコ』などの映画では男装してパフォーマンスすることがあった。グラムロックの時代にはデヴィッド・ボウイやニューヨーク・ドールズなど多くの男性アーティストが衣装の一部及び全部でドラァグをしていた。この伝統は1970年代後半にはある程度陰ってきたが、1980年代のニュー・ウェイヴ時代にカルチャー・クラブのボーイ・ジョージやデッド・オア・アライヴのピート・バーンズ、ヒューマン・リーグのフィリップ・オーキーなど、ドラァグが再び見られるようになった。対してその時代のアニー・レノックスやフランク、ザ・ブラッズといった女性アーティストは独自の両性具有的ななパフォーマンスを始めており、ドラァグキングとしてのパフォーマンスを見せた。ニルヴァーナが"In Bloom"のミュージック・ビデオの中で見せるように、1990年代のグランジの男性アーティストは時折、女性物の服を着るが化粧をしなかったり髭を残したりなどあえて粗雑なドラァグをしてパフォーマンスをした。しかし、1990年代にドラァグパフォーマンスをした最も著名な音楽アーティストはル・ポールである。日本にはMoi dix MoisやMALICE MIZERのメンバーであるMana、Schwarz SteinのメンバーであるKaya、VersaillesのメンバーであるHizaki、Jasmine Youなど、ヴィジュアル系と呼ばれるアーティストがおり、彼らは衣装の一部及び全部でドラァグのパフォーマンスをしている。マクシミリアナは、カリフォルニアのスタジオ・シティでのクィーン・メリー・ショー・ラウンジのレギュラー出演者を終焉まで務め上げた。彼女の演技は『リングマスター』のチャーリーおよびクレール役が最もよく知られている。彼女はまた『シュート・オア・ビー・ショット』や『テン・アティチューズ』などの映画作品だけでなく、『刑事ナッシュ・ブリッジス』、『クルーレス』、『ギルモア・ガールズ』、『ザ・トゥナイト・ショー・ウィズ・ジェイ・レノ』、『マッドTV!』、『アメリカズ・ゴット・タレント』といったテレビ番組にも多数出演した。2011年11月11日にはマクシミリアナは自身初となる完全オリジナルアルバムを発表し、LGBTのための朗らかなダンス・ミュージックが収録されている。このアルバムは、iTunes Storeや、Amazon.com、CDbabyなどで入手できる。

## ドラァグキングおよびドラァグクイーン
ゲイの間における俗語で「クイーン」とは女性らしいゲイや、特殊なゲイの男性を指す。特殊なゲイとは、自身は非アジア系であるがアジア系男性を好む「ライス・クイーン」や、自身は非コーカソイドであるがコーカソイド男性を好む「スノー・クイーン」、ヒスパニックの男性を好む「ビーン・クイーン」などである。「ドラァグ」とともに「ドラァグクイーン」という用語は日常語になっている。
ドラァグクイーンはゲイの男性がパフォーマンスもしくは自己満足のためにドラァグをしているのだという偏見を持って見られる。しかし女装をする人の多数は異性愛者であり、ドラァグクイーンという用語は彼らをトランスヴェスタイトやトランスセクシュアル、トランスジェンダーと区別するものである。ここでドラァグをすることは非常に派手な化粧を施すことやウィッグを被る、胸を誇張するなどを衣装の一部として用いることを含む。
男装をする女性はドラァグキングと呼ばれるが、ドラァグキングにはより広範囲に及ぶ意味もある。最近ではわざと男性らしく演じることと、その役者の性同一性や性的指向とに必ずしも相関を求めない、音楽や声優業などのエンターテインメントを指す用語として使われることが多い。これは、舞台のために女装をする男性が、自身をゲイやトランスセクシュアルと捉えている場合もあれば捉えていない場合もあるということと同様である。男性がドラァグをする時と同じような志に基づき、伝統的に女性のドラァグとして演じられてきた役を女性が演じることを指す「フォ・クイーン」という言葉も用いられる。